# Montelepre
Montelepre (Munčilebbru in siciliano) è un comune italiano di 5 673 abitanti della città metropolitana di Palermo in Sicilia.
L'abitato sorge alle pendici di monte d'Oro, che si erge per 613 m s.l.m..

## Storia
La storia del paese comincia in epoca classica, quando Hyccara era alleata militarmente con Selinunte, Catania e Siracusa e venne per questo attaccata dagli Ateniesi. Alcuni abitanti si rifugiarono sull'attuale Monte d'Oro, da dove potevano dominare il circondario. Una volta abbandonato l'abitato, gli abitanti scesero a valle dove vi era il feudo e lì si stabilirono definitivamente. Il feudo apparteneva al monastero di S. Caterina al Cassaro di Palermo che fece costruire mulini e fondachi.

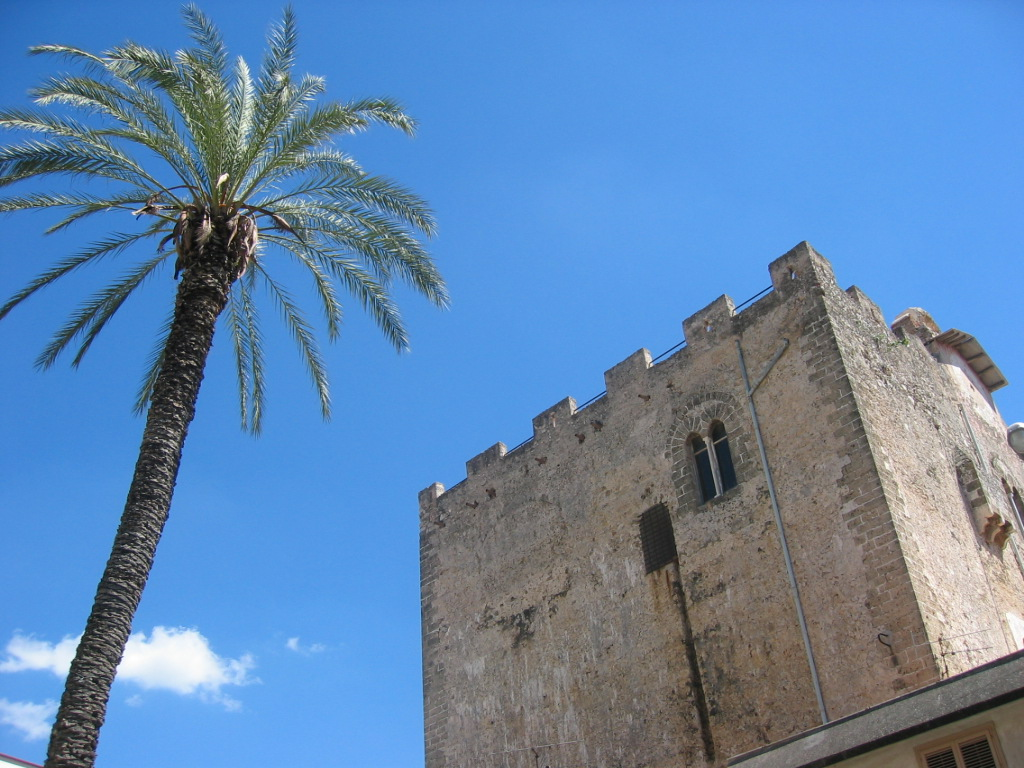
Torre Ventimiglia

Nel 1429 il feudo fu acquistato dalla Cattedrale di Monreale. Poiché in zona c'erano numerosi briganti che disturbavano la quiete del paese e raccoglievano i frutti del feudo senza permesso, l'arcivescovo di Monreale, Giovanni Ventimiglia, fece costruire una torre per controllare tutto il feudo, dopo aver ottenuto il permesso dal Re delle due Sicilie, Alfonso V d'Aragona. La torre fu costruita intorno al 1435; la gente che voleva stabilirsi a Montelepre, sentendosi sicura, incominciò a costruire le proprie case intorno ad essa. Dopo il 1584 vennero aggregati al territorio di Montelepre anche i territori di Suvarelli, Bonagrazia, Sagana e Calcerame.
Nel 1600 circa il villaggio passò a Pietro Bellacera di Monreale. Dopo la sua morte la moglie Maria fece costruire una chiesa, che diventerà poi la chiesa madre. Alcuni anni dopo furono costruite anche la chiesa di Sant'Antonio e la chiesa di San Giuseppe. Nel 1715 il villaggio era costituito da 138 case.
Castrenze di Bella, un ricco proprietario monrealese, fece costruire un piccolo ospedale civico nella periferia nord del comune e il collegio di Maria che aveva lo scopo di istruire le ragazze nell'arte del ricamo. Alla fine del Settecento si è registrato un notevole incremento della popolazione. Infatti nel corso di questo secolo è passata da poche centinaia di abitanti a ben 3 000.
Nel 1812 il villaggio fu dichiarato comune con il nome Montelepre e nel 1848 Paolo Migliore vi fondò una società segreta di carbonari che aveva rapporti diretti con Giuseppe Mazzini. I carbonari monteleprini cacciarono le truppe borboniche che stavano per attaccare il comune e si misero agli ordini di Garibaldi durante la sua marcia verso Palermo. Nel 1864 anche Montelepre fu infestato dal colera per tre anni. Morirono molte persone e il comune ebbe grossi problemi per la sepoltura, per questo nel 1880 fu costruito un cimitero in un vasto appezzamento di terreno. Alla fine dell'Ottocento alcuni giovani monteleprini rinunciarono alla chiamata alla leva e diventarono briganti. Dal 1900 in poi molti paesani emigrarono in cerca di lavoro negli Stati Uniti d'America e verso il nord Europa. Dalla prima metà del Novecento Montelepre è stato al centro dell'attenzione poiché in quegli anni il bandito monteleprino Salvatore Giuliano seminava il terrore nei comuni più o meno vicini.
Nel 2021 Montelepre conta oltre 5 800 abitanti ed è un comune tranquillo che sfrutta economicamente la vicinanza con Palermo e Partinico. La mancanza di grandi aziende, capaci di assorbire la forza lavoro locale, e la presenza degli uffici pubblici nel capoluogo fanno sì che in molti lavorino a Palermo.
Storica è anche la banda musicale che dal 1800 continua ad operare in comune. Vi è anche un'associazione teatrale-culturale, l'ATMA, che si occupa di mantenere intatte le antiche tradizioni religiose e culturali del comune.

### Simboli
Lo stemma comunale è stato riconosciuto con decreto del capo del governo del 19 aprile 1933.
(D.C.G del 19 aprile 1933)

## Monumenti e luoghi d'interesse

### Architetture religiose
- Chiesa Maria SS. del Rosario
- Chiesa di Santa Rosalia
- Chiesa di Sant'Antonio
- Chiesa di San Giuseppe
- Chiesa della Madonna del Carmine
- Chiesa di Sagana
- Chiesa SS. Trinità dedicata ai caduti nella prima guerra mondiale e nella seconda guerra mondiale
- Cappella della Santa Croce. Posta in cima a Monte d'oro.

### Architetture militari
- Torre Ventimiglia

## Società

### Evoluzione demografica
Abitanti censiti

## Cultura

### Eventi
- Processione dei misteri: è una celebrazione storica che da secoli si ripete nel periodo pasquale: fino al 2013 il Venerdì Santo, dal 2014 nella Domenica delle Palme. Tale evento coinvolge l'intera cittadinanza, che interpreta i circa 400 personaggi che rievocano figure e fatti del Vecchio e del Nuovo Testamento, con rappresentazioni, nelle vie del paese, di alcuni tra i principali avvenimenti biblici: da Adamo ed Eva all'ingresso di Gesù a Gerusalemme, osannato dalla folla, in sella ad un asino, fino alla crocifissione sul Calvario[senza fonte].
- Carnevale: a Montelepre è nata una nuova maschera, u matrimoniu: un uomo prende in sposa una donna, che per l'occasione è in realtà un omaccione travestito da sposa, che sfila per le vie del comune seguito dagli invitati, simboleggiando la voglia di festeggiare e l'inizio della nuova vita, un evento augurale segnato da festeggiamenti propiziatorî e danze praticate con suoni e canti nelle strade del paese fino all'alba. Nelle strade delle città si svolgono le sfilate aperte a tutti, con maschere spesso improvvisate, musiche, lancio di coriandoli e stelle filanti in un clima di trasgressione, che cessa alla mezzanotte del martedì grasso[senza fonte].

## Economia

### Servizi
Vi sono tre scuole: la materna, la scuola elementare e la scuola media (a seguito della riforma Gelmini denominate rispettivamente scuola dell'infanzia, scuola primaria e scuola secondaria di primo grado). In località Presti sorge il centro sportivo "Don Pino Puglisi", nel quale sono presenti impianti per la pratica del calcio, del tennis, del basket e del pattinaggio. In via Purpura c'è un campo da basket all'aperto e in via Sammartino si trova una palestra per le arti marziali. Il comune dispone anche di un parco urbano, di un centro polifunzionale (Museo Civico e Biblioteca comunale, fornita di un locale dedicato ai collegamenti Internet).

## Amministrazione
Di seguito è presentata una tabella relativa alle amministrazioni comunali che si sono succedute a partire dagli anni Novanta.
| Periodo           | Periodo          | Primo cittadino          | Partito              | Carica              | Note  |
| ----------------- | ---------------- | ------------------------ | -------------------- | ------------------- | ----- |
| 29 giugno 1990    | 5 settembre 1991 | Vincenzo Purpura         | Democrazia Cristiana | Sindaco             | [ 8 ] |
| 28 settembre 1991 | 20 gennaio 1993  | Giovanni Giacomo Maniaci | Democrazia Cristiana | Sindaco             | [ 8 ] |
| 28 aprile 1993    | 5 dicembre 1993  | Giovanni Santangelo      |                      | Comm. straordinario | [ 8 ] |
| 16 dicembre 1993  | 1º dicembre 1997 | Andrea Cordaro           | -                    | Sindaco             | [ 8 ] |
| 1º dicembre 1997  | 30 ottobre 1998  | Giacomo Palazzolo        | lista civica         | Sindaco             | [ 8 ] |
| 14 giugno 1999    | 14 giugno 2004   | Magda Caputo             | lista civica         | Sindaco             | [ 8 ] |
| 15 giugno 2004    | 8 giugno 2009    | Giacomo Tinervia         | lista civica         | Sindaco             | [ 8 ] |
| 9 giugno 2009     | 8 aprile 2013    | Giacomo Tinervia         | lista civica         | Sindaco             | [ 8 ] |
| 12 luglio 2013    | 12 marzo 2014    | Antonino Oddo            |                      | Comm. straordinario | [ 8 ] |
| 13 marzo 2014     | 30 novembre 2015 | Vito Maurizio La Rocca   |                      | Comm. straordinario | [ 8 ] |
| 13 marzo 2014     | 30 novembre 2015 | Ignazio Portelli         |                      | Comm. straordinario | [ 8 ] |
| 13 marzo 2014     | 30 novembre 2015 | Concetta Caruso          |                      | Comm. straordinario | [ 8 ] |
| 30 novembre 2015  | 11 ottobre 2021  | Maria Rita Crisci        | lista civica: Reset  | Sindaco             | [ 9 ] |